# CCIP
CCIP (ang. Cisco Certified Internetwork Professional) – certyfikat trzeciego stopnia (Professional) certyfikacji firmy Cisco Systems. Potwierdzał wiedzę z technologii trasowania, w szczególności protokołu BGP, QoS (skrót z ang. Quality Of Service) i MPLS (skrót z ang. MultiProtocol Label Switching), które są często wykorzystywane przez ISP (skrót z ang. Internet Service Provider).
Certyfikat ten cechował się dużym stopniem trudności w zdobyciu w porównaniu do pozostałych certyfikacji z poziomu Professional. Do uzyskania aktywnego statusu należało zdać szereg egzaminów: 642-902 ROUTE, 642-642 QOS, 642-661 BGP, 642-611 MPLS ewentualnie 642-691 BGP+MPLS.
Certyfikat został wycofany 29 października 2012. Potwierdzenie umiejętności o których świadczył CCIP można teraz uzyskać poprzez certyfikację CCNP Service Provider.